# Tenango (Chiapas)
Tenango es una localidad del estado mexicano de Chiapas. Es parte del municipio de Ocosingo.

## Toponimia
El nombre «Tenango» proviene de los términos en náhuatl tenamitl, muralla; co, lugar. Su significado es «lugar amurallado».

## Demografía
| Gráfica de evolución demográfica |
|                                  |

| Censo | Población |
| ----- | --------- |
| 1900  | 788       |
| 1910  | 760       |
| 1921  | 574       |
| 1930  | 515       |
| 1940  | 7         |
| 1950  | 953       |
| 1960  | 899       |
| 1970  | 1 451     |
| 1980  | 1 957     |
| 1990  | 2 620     |
| 2000  | 2 474     |
| 2010  | 4 436     |
| 2020  | 5 187     |